# 种谊
种谊（？—？），字寿翁，宋代名将种世衡第八子。宋神宗熙宁年间，神宗召见，问其家世，命授种誼官职。后随高遵裕从蕃部收复唐中后期失地洮州、岷州，又平叛山后羌，官至熙河副将。种誼为人倜傥，有气节，喜读书。整军纪律严明，军令一下，部属奋死不敢闪避。遇敌时沉稳，没有胜利把握就不轻出，因而每战未尝败绩。官至西上閤门使（武官阶的横行官）、康州刺史(武官阶的正任官)，徙知鄜州（实际差遣）。升东上閤门使（武官阶的横行官）、保州团练使(武官阶的正任官)，五十五岁去世。
种為其姓氏，正體字即為「种」，不可誤植為「種」。